# Afzał Tagirow
Afzał Muchitdinowicz Tagirow (ros. Афзал Мухитдинович Тагиров, ur. 25 października 1890 we wsi Abdrachmanowo w guberni samarskiej, zm. 27 września 1937 w Moskwie) – baszkirski pisarz, polityk, przewodniczący Centralnego Komitetu Wykonawczego (CIK) Baszkirskiej ASRR (1931-1937).
Kształcił się w medresach w Kazaniu i Orenburgu, 1911-1917 służył w rosyjskiej armii, uczestnik I wojny światowej, później wstąpił do RKP(b). 1922-1925 pracował w Azji Środkowej, później był słuchaczem kursów przy Akademii Komunistycznej im. Swierdłowa, 1927-1931 sekretarz kolegium partyjnego Baszkirskiej Obwodowej Komisji Kontroli WKP(b). Od 19 lutego 1931 do 1937 przewodniczący CIK Baszkirskiej ASRR, równocześnie do 1937 przewodniczący Związku Pisarzy Baszkirskiej ASRR.
16 sierpnia 1937 aresztowany, 27 września 1937 skazany na śmierć przez Wojskowe Kolegium Sądu Najwyższego ZSRR i rozstrzelany. 12 maja 1956 pośmiertnie zrehabilitowany.